# Вихерт, Михаил Иосифович
Михаил Иосифович Вихерт (1884—1928) — клиницист-терапевт, профессор и директор факультетской терапевтической клиники МГУ.

## Биография
Происходил из семьи дворян Московской губернии.
Окончил медицинский факультет Московского университета (1908). Ученик Л. Е. Голубинина. Во время учёбы в университетеспециально занимался бактериологией у В. И. Кедровского и биохимией у В. С. Гулевича. В 1909 принят ординатором, позднее — ассистентом факультетской терапевтической клиники Московского университета.  Большое влияние на профессиональное становление Вихерта оказал Д. Д. Плетнёв. В 1919 в связи с эпидемией сыпного тифа под руководством Вихерта в клинике на Девичьем поле были развёрнуты койки для эпидемических больных. Защитил диссертацию «Изменения функции больных почек» на степень доктора медицины (1922). В 1924 избран заведующим кафедрой факультетской терапевтической клиники МГУ, где он работал непрерывно с 1909, поступив туда по окончании университета. Основные силы Вихерта были направлены на восстановление клиники после Гражданской войны. Благодаря Вихерту было реорганизовано преподавание, в частности значительно увеличен объём практических занятий. Помимо работы в Московском университете Вихерт активно сотрудничал в журнале «Вестник современной медицины» (1924—1929), консультировал Лечебно-санитарное управление Кремля (в числе его пациентов были Н. И. Бухарин, А. И. Рыков, А. Я Вышинский). Вихарт занимался исследованием функций почек, печени, заболеваний кишечника, холестеринового обмена. Вихарт предложил и внедрил в практику ряд новых методов исследования функции почек.
Умер от крупозной пневмонии, простудившись во время срочного  вызова к пациенту.
Вихерт — один из представителей функционального направления в медицине, ставящего себе целью выявление не столько анатомических и гистологических изменений в различных органах, сколько нарушений их функций, проявляющихся в изменении химического состава и физико-химического состояния тканей, соков и экскретов организма.
Научные работы Випперта касаются, главным образом, химизма тканей, крови, мочи, желчи, желудочного и кишечного содержимого. Им были подробно разработаны вопросы функционального исследования почек, печени и кишечника. Наиболее крупные работы:
- «Об изменениях функции больных почек» (М., 1922)
- «О колитах» — монография , законченная незадолго перед смертью.